# Tomáš Pekhart
Tomáš Pekhart (* 26. května 1989 Sušice) je český profesionální fotbalista, který hraje na pozici útočníka za polský klub Legia Warszawa a za český národní tým.
Mimo ČR působil na klubové úrovni v Německu, Anglii, Izraeli, Španělsku, Řecku, Polsku a Turecku.
V sezoně 2008/09 získal se Slavií Praha mistrovský titul a stal se velice platným hráčem v české reprezentaci do 21 let. V sezóně 2017/18 se stal mistrem Izraele s klubem Hapoel Beerševa.

## Klubová kariéra
Narodil se v Sušici v Československu. Svou kariéru začal v klubu TJ Sušice a dále hrál za TJ Klatovy, odkud v roce 2003 přestoupil do SK Slavia Praha.
V létě roku 2006 přestoupil ze Slavie do Tottenhamu. V první sezoně 2006/07 dal za akademii Tottenhamu 19 gólů ve 20 zápasech, ale zranění mu snižovalo naději, že zde uspěje.
V srpnu 2008 odešel na hostování do Southamptonu, kde hrál až do ledna 2009 a poté se z Tottenhamu vrátil na hostování zpět do Slavie. Dne 12. ledna 2010 se týmu FK Baumit Jablonec podařilo získat tohoto hráče za nezveřejněnou částku. V následující sezóně byl zapůjčen do Sparty Praha na hostování.

### 1. FC Norimberk
Od 1. června 2011 přestoupil do německého klubu 1. FC Norimberk.
Ve 2. kole německé Bundesligy v sezóně 2012/13 (31. srpna 2012) vstřelil Tomáš Pekhart svůj první gól v tomto ročníku proti hostující Borussii Dortmund. Ve 31. minutě otevřel hlavičkou skóre utkání po rohovém kopu Japonce Hirošiho Kijotakeho. Byl to jeho desátý gól za Norimberk od přestupu z Jablonce. 2. února 2013 vstřelil svůj třetí gól sezóny v domácím utkání proti Borussii Mönchengladbach, byl to zároveň vítězný gól na 2:1 (konečný stav zápasu). Čtvrtý gól sezóny vstřelil v posledním kole Bundesligy 17. května 2013 a byl to vítězný gól, kterým Norimberk porazil SV Werder Bremen 3:2.
V sezoně 2013/14 zažil s týmem pád do druhé německé Bundesligy.

### FC Ingolstadt 04
V srpnu 2014 přestoupil z Norimberku do jiného německého druholigového klubu FC Ingolstadt 04. S Ingolstadtem slavil v sezóně 2014/15 postup do 1. německé Bundesligy.

### AEK Athény
V lednu 2016 přestoupil do řeckého klubu AEK Athény. V sezóně 2015/16 slavil zisk řeckého poháru. S 12 góly v 31 soutěžních zápasech byl nejlepším střelcem AEK v sezóně 2016/17.

### Hapoel Beer Ševa
V červenci 2017 přestoupil do týmu mistra izraelské nejvyšší ligy z ročníku 2016/17, klubu Hapoel Beer Ševa. Necelý měsíc po svém příchodu vyhrál s týmem první trofej – Izraelský Superpohár. Hapoel porazil celek Bnei Yehuda Tel Aviv FC poměrem 4:2, Pekhart vstřelil jeden gól. Na konci sezóny slavil s klubem mistrovský titul.

## Reprezentační kariéra

### Mládežnické výběry
Tomáš Pekhart nastoupil za některé mládežnické výběry České republiky.
Během své mládežnické kariéry se zúčastnil v roce 2006 Mistrovství Evropy ve fotbale hráčů do 17 let v Lucembursku, kdy s českým týmem postoupil do finále turnaje proti Rusku. Pekhart se střelecky prosadil v semifinále proti Španělsku (výhra ČR 2:0) i ve finále proti Rusku (remíza 2:2 po prodloužení, titul získalo Rusko po výhře 5:3 na pokutové kopy).
Zúčastnil se i Mistrovství světa ve fotbale hráčů do 20 let 2007 v Kanadě, na němž česká reprezentace podlehla ve finále Argentině 1:2. Nechyběl ani na následujícím světovém šampionátu v roce 2009 v Egyptě, kde český celek vypadl v osmifinále s Maďarskem na pokutové kopy. Tomáš Pekhart se na tomto turnaji jedenkrát trefil v zápase základní skupiny proti Austrálii (výhra ČR 2:1).
V reprezentaci do 21 let vstřelil dva hattricky, oba San Marinu během kvalifikace na ME „21“ 2011. V tomto kvalifikačním cyklu se stal se 7 vstřelenými góly nejlepším kanonýrem kvalifikační skupiny 5, v níž se ČR střetla s Německem, Islandem, Severním Irskem a San Marinem.
Bilance Tomáše Pekharta v mládežnických týmech:
- reprezentace do 16 let: 8 utkání (4 výhry, 1 remíza, 3 prohry), 2 vstřelené góly
- reprezentace do 17 let: 18 utkání (11 výher, 5 remíz, 2 prohry), 7 vstřelených gólů
- reprezentace do 18 let: 2 utkání (1 výhra, 1 remíza), 0 vstřelených gólů
- reprezentace do 20 let: 12 utkání (4 výhry, 6 remíz, 2 prohry), 2 vstřelené góly
- reprezentace do 21 let: 26 utkání (14 výher, 6 remíz, 6 proher), 17 vstřelených gólů

#### Mistrovství Evropy hráčů do 21 let 2011
V těžké základní skupině B Mistrovství Evropy hráčů do 21 let v roce 2011 konaném v Dánsku se česká reprezentace střetla postupně s celky Ukrajiny, Španělska a Anglie, do semifinále postupovaly první dva týmy ze skupin.
12. června 2011 nastoupil český výběr proti Ukrajině a zvítězil 2:1, Tomáš Pekhart absolvoval celé utkání. Další zápas 15. června se české mládežnické reprezentaci nevydařil, prohrála se Španělskem 0:2. Pekhart odehrál první poločas. O postupu se rozhodovalo v posledním zápase s Anglií 19. června. Angličané vedli až do 89. minuty 1:0, ČR pak góly střídajících hráčů Jana Chramosty a Tomáše Pekharta otočila stav na 2:1 a postoupila do semifinále, přičemž Pekhart trefil ve 4. minutě nastaveného času vítězný gól poté, co v 83. minutě střídal.
Semifinále 22. června proti Švýcarsku ČR prohrála po prodloužení 0:1 a stejným výsledkem (avšak v normální hrací době) podlehla 25. června v souboji o 3. místo Bělorusku. Tomáš Pekhart nastoupil pouze v utkání se Švýcarskem, kde se dostal na hřiště v 63. minutě.

### A-mužstvo
První zápas v A-mužstvu české reprezentace absolvoval Pekhart 22. května 2010 proti Turecku, toto přátelské utkání hrané v USA český celek prohrál 1:2. Pekhart střídal v 77. minutě Jaroslava Plašila.
Po evropském šampionátu 2012 nastoupil v prvním přátelském utkání nového reprezentačního cyklu 15. srpna 2012 ve Lvově proti domácí Ukrajině (0:0) a 8. září v Kodani proti Dánsku (kvalifikační zápas o MS 2014 v Brazílii, opět 0:0). V dalším utkání v Teplicích proti Finsku 11. září odehrál první poločas (prohra 0:1). Objevil se v základní sestavě v kvalifikačním zápase proti Maltě a po centru Petra Jiráčka z levé strany hlavou skóroval do brány maltského brankáře Andrewa Hogga a zvýšil na průběžných 2:1. Byl to jeho první reprezentační gól v A-mužstvu. Po čtyřzápasovém střeleckém trápení českého týmu bez vstřeleného gólu (mimo tří výše zmíněných zápasů ještě prohra 0:1 z evropského šampionátu s Portugalskem)  zvítězila ČR 3:1, v nastaveném čase chytil ještě Petr Čech přísně nařízený pokutový kop. 16. října 2012 nastoupil Pekhart v Praze v kvalifikačním zápasu s Bulharskem (0:0). Druhý gól v seniorské reprezentaci vstřelil hlavou 11. října 2013 opět proti Maltě (která hrála doma), v 90. minutě zvyšoval na konečných 4:1 pro ČR. Při gólové akci dostal ránu do hlavy, utrpěl lehký otřes mozku a musel být vystřídán.

#### EURO 2012
Trenér Michal Bílek jej nominoval na EURO 2012 konané v Polsku a na Ukrajině. V prvním zápase (8. června 2012) se na hřiště nedostal, české mužstvo prohrálo 1:4 s Ruskem. Ve druhém zápase (12. června 2012) proti Řecku střídal v 64. minutě Milana Baroše, český tým nakonec zvítězil 2:1.
V závěrečném zápase základní skupiny proti Polsku Pekhart opět střídal Baroše, tentokrát šlo o taktické střídání v samotném závěru utkání (90. minuta). České mužstvo zvítězilo 1:0, získalo tři body a s celkově šesti body postoupilo z prvního místa ve skupině (přes pasivní skóre 4:5 ze tří zápasů) do čtvrtfinále turnaje (společně s Řeckem, které po vítězství nad Ruskem 1:0 skončilo druhé).
Čtvrtfinálový zápas ve Varšavě (21. června 2012) proti Portugalsku český tým prohrál 0:1 a s turnajem se rozloučil. Tomáš Pekhart nastoupil na hřiště v 86. minutě místo Tomáše Hübschmana.

### EURO 2020
V květnu 2021 bylo oznámeno, že je součástí nominace na nadcházející EURO jako jeden ze čtyř hráčů s předchozí účastí na evropském šampionátu. Po zápase se Skotskem k nim přibyl ještě dodatečně nominovaný náhradní brankář Tomáš Koubek.

### Reprezentační góly a zápasy
Góly Tomáše Pekharta v české reprezentaci do 21 let 
| Gól | Datum        | Stadion                                  | Soupeř          | Skóre (min.)  | Výsledek | Soutěž                      | Gól          |
| --- | ------------ | ---------------------------------------- | --------------- | ------------- | -------- | --------------------------- | ------------ |
| 010 | 08. 9. 2007  | Jerevan, Arménie                         | Arménie         | 01:10 (46.)   | 1:1      | kvalifikace na ME „21“ 2009 | padl ze hry  |
| 02  | 011. 9. 2007 | Horní Počernice, Praha                   | Lichtenštejnsko | 02:00 (11.)   | 8:0      | kvalifikace na ME „21“ 2009 | padl ze hry  |
| 03  | 011. 9. 2007 | Horní Počernice, Praha                   | Lichtenštejnsko | 05:00 (49.)   | 8:0      | kvalifikace na ME „21“ 2009 | padl ze hry  |
| 04  | 14. 10. 2007 | Esche, Lichtenštejnsko                   | Lichtenštejnsko | 00:40 (77.)   | 0:4      | kvalifikace na ME „21“ 2009 | pokutový kop |
| 05  | 17. 10. 2007 | Kladno                                   | Arménie         | 03:00 (29.)   | 3:0      | kvalifikace na ME „21“ 2009 | padl ze hry  |
| 06  | 026. 3. 2008 | Rouen, Francie                           | Francie         | 0?:10 (29.)   | 4:1      | přípravné utkání            | padl ze hry  |
| 07  | 09. 6. 2009  | Stadio Olimpico, Serravalle, San Marino  | San Marino      | 00:10 (19.)   | 0:8      | kvalifikace na ME „21“ 2011 | padl ze hry  |
| 08  | 09. 6. 2009  | Stadio Olimpico, Serravalle, San Marino  | San Marino      | 00:30 (31.)   | 0:8      | kvalifikace na ME „21“ 2011 | padl ze hry  |
| 09  | 09. 6. 2009  | Stadio Olimpico, Serravalle, San Marino  | San Marino      | 00:40 (38.)   | 0:8      | kvalifikace na ME „21“ 2011 | padl ze hry  |
| 10  | 011. 8. 2010 | Na Julisce, Praha                        | San Marino      | 01:00 (3.)    | 5:0      | kvalifikace na ME "21" 2011 | padl ze hry  |
| 11  | 011. 8. 2010 | Na Julisce, Praha                        | San Marino      | 02:00 (14.)   | 5:0      | kvalifikace na ME "21" 2011 | padl ze hry  |
| 12  | 011. 8. 2010 | Na Julisce, Praha                        | San Marino      | 04:00 (40.)   | 5:0      | kvalifikace na ME "21" 2011 | padl ze hry  |
| 13  | 07. 9. 2010  | Chance Arena, Jablonec nad Nisou         | Island          | 02:00 (65.)   | 3:1      | kvalifikace na ME "21" 2011 | padl ze hry  |
| 14  | 08. 10. 2010 | Chance Arena, Jablonec nad Nisou         | Řecko           | 02:00 (19.)   | 3:0      | baráž na ME "21" 2011       | pokutový kop |
| 15  | 12. 10. 2010 | Asteras Tripolis Stadium, Tripoli, Řecko | Řecko           | 00:1 0(19.)   | 0:2      | baráž na ME "21" 2011       | padl ze hry  |
| 16  | 025. 3. 2011 | Uherské Hradiště                         | Bělorusko       | 01:00 (30.)   | 2:0      | přátelské utkání            | pokutový kop |
| 17  | 019. 6. 2011 | Viborg, Dánsko                           | Anglie          | 01:20 (90+4.) | 1:2      | ME „21“ 2011                | padl ze hry  |

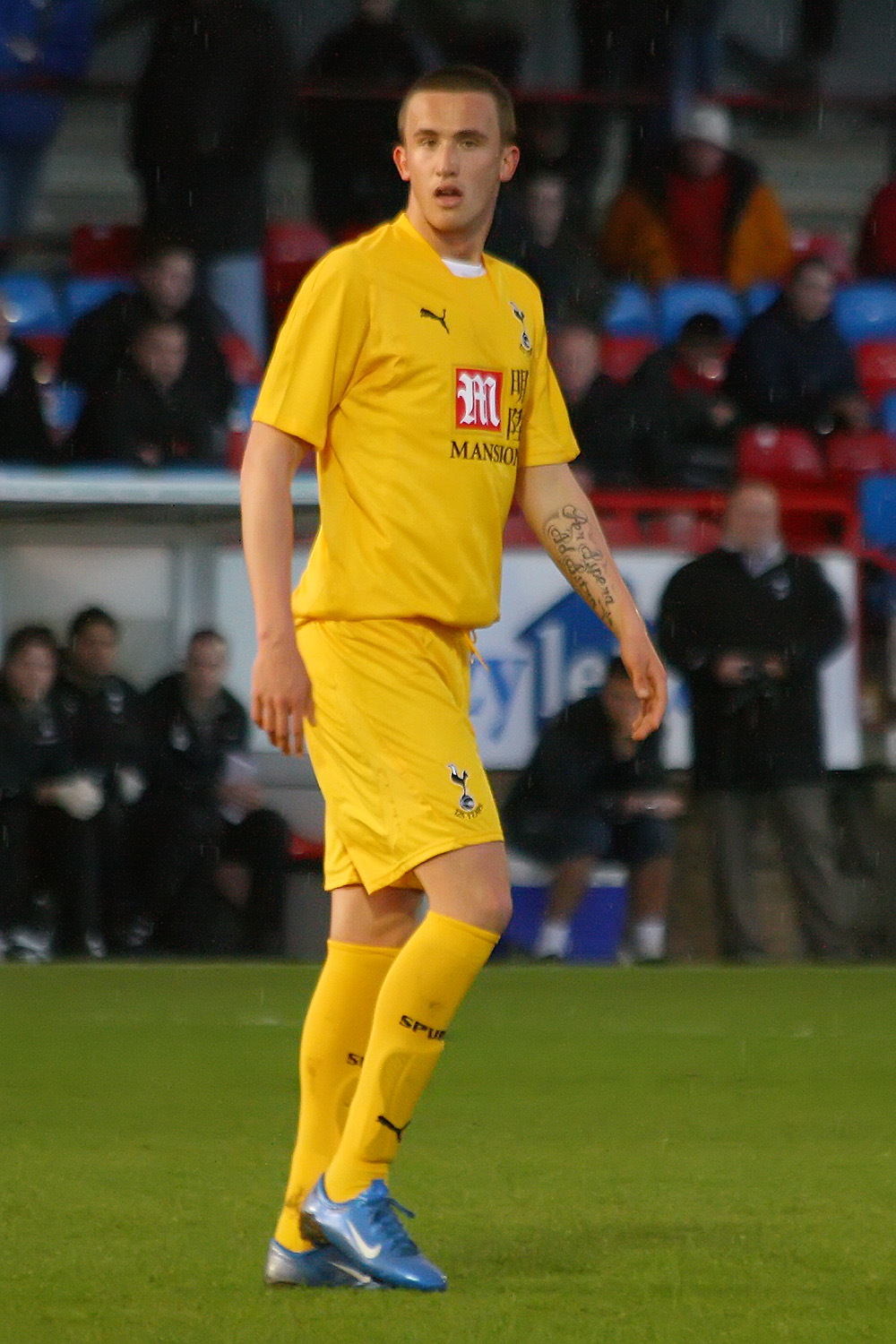
Tomáš Pekhart na hřišti.

Góly Tomáše Pekharta v A-mužstvu české reprezentace 
| Gól | Datum        | Stadion                                   | Soupeř | Skóre (min.) | Výsledek | Soutěž                 |
| --- | ------------ | ----------------------------------------- | ------ | ------------ | -------- | ---------------------- |
| 010 | 12. 10. 2012 | Doosan Arena, Plzeň                       | Malta  | 02:1 0(52.)  | 3:1      | kvalifikace na MS 2014 |
| 02  | 11. 10. 2013 | Národní stadion Ta' Qali, Ta' Qali, Malta | Malta  | 01:4 0(90.)  | 1:4      | kvalifikace na MS 2014 |

| Rok    | Zápasy | Góly | Gól/záp. |
| ------ | ------ | ---- | -------- |
| 2007   | 6      | 5    | 0,83     |
| 2008   | 4      | 1    | 0,25     |
| 2009   | 3      | 3    | 1,00     |
| 2010   | 7      | 6    | 0,83     |
| 2011   | 6      | 2    | 0,33     |
| Celkem | 26     | 17   | 0,65     |

| Rok    | Zápasy | Góly | Gól/záp. |
| ------ | ------ | ---- | -------- |
| 2010   | 1      | 0    | 0,00     |
| 2011   | 7      | 0    | 0,00     |
| 2012   | 10     | 1    | 0,10     |
| 2013   | 1      | 1    | 1,00     |
| 2021   | 2      | 0    | 0,00     |
| Celkem | 21     | 2    | 0,10     |